# Powiat Watari
Powiat Watari (jap. 亘理郡 Watari-gun) – powiat w Japonii, w prefekturze Miyagi. W 2024 roku liczył 44 282 mieszkańców.

## Miejscowości
- Watari
- Yamamoto